# Dan Jørgensen

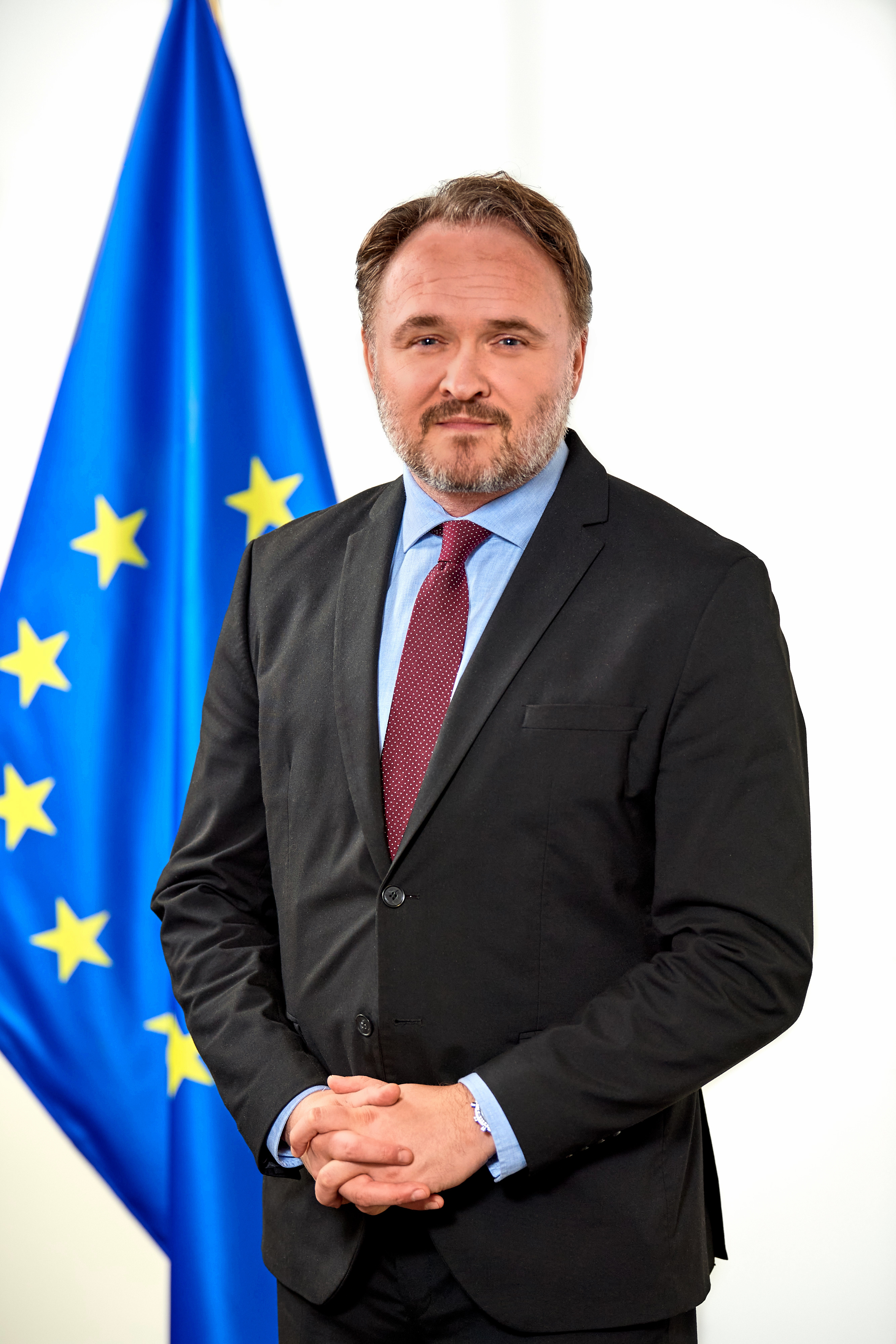
Dan Jørgensen (2024)

Dan Jørgensen (* 12. Juni 1975 in Odense) ist ein dänischer Politiker der Socialdemokraterne. Seit 2024 ist er Kommissar für Energie und Wohnen in der Kommission von der Leyen II. Zuvor hatte er verschiedene Ministerämter in dänischen Regierungen inne.

## Kindheit und Jugend
Jörgensen wuchs in Morud auf der dänischen Insel Fünen auf, besuchte das Nordfyns Gymnasium und studierte an der Universität Aarhus, wo er einen Masterabschluss in Politikwissenschaft erwarb. Er studierte auch Politikwissenschaften an der Universität von Washington.

## Politische Laufbahn

### Mitglied des Europäischen Parlaments (2004 bis 2013)
Jørgensen wurde bei den Europawahlen 2004 mit 10.350 Stimmen zum Mitglied des Europäischen Parlaments für Dänemark gewählt und 2009 mit 233.266 Stimmen wiedergewählt. Bei der Europawahl 2009 war er als Spitzenkandidat seiner Partei angetreten.
Im Europaparlament war Jørgensen der Leiter der dänischen Delegation der Sozialdemokraterne, der damals größten Fraktion des Landes. Ab 2004 war er stellvertretender Vorsitzender des Ausschusses für Umweltfragen, öffentliche Gesundheit und Lebensmittelsicherheit und war Stellvertreter im Ausschuss für Wirtschaft und Währung. Neben seinen Aufgaben in den Ausschüssen war er auch Mitglied der Parlamentsdelegation für die Beziehungen zum Iran und Stellvertreter in der Delegation für die Beziehungen zu den Vereinigten Staaten.

#### Posten als MdEP
- Stellvertretender Vorsitzender im Ausschuss für Umweltfragen, Volksgesundheit und Lebensmittelsicherheit
- Mitglied im Haushaltskontrollausschuss
- Mitglied im Nichtständiger Ausschuss zum Klimawandel
- Mitglied in der Delegation für die Beziehungen zu der Volksrepublik China
- Stellvertreter im Ausschuss für Verkehr und Fremdenverkehr
- Stellvertreter in der Delegation für die Beziehungen zu Japan

Von 2009 bis 2013 war Jørgensen Stellvertretender Vorsitzender im Ausschuss für Umweltfragen, öffentliche Gesundheit und Lebensmittelsicherheit.
Er war Mitglied in der Delegation für die Beziehungen zu Iran.

### Karriere in der dänischen Politik (2013 bis 2024)
Am 12. Dezember 2013 wurde Jørgensen zum Minister für Ernährung, Landwirtschaft und Fischerei in der Regierung Thorning-Schmidt I ernannt. Dieses Amt hatte er bis zum 28. Juni 2015 auch in der Regierung Thorning-Schmidt II inne. Im Februar 2014 unterzeichnete Jørgensen als Minister für Ernährung, Landwirtschaft und Fischerei eine Verordnung, die das rituelle Schlachten von Tieren ohne vorherige Betäubung verbot.
Bei der dänischen Parlamentswahl 2015 wurde Jørgensen Mitglied des Folketing.
Nach der Parlamentswahl 2019 wurde Jørgensen zum Minister für Klima, Energie und öffentliche Versorgungsbetriebe in der Regierung Frederiksen I ernannt. Dieses Amt hatte er bis zum 29. August 2024 auch in der Regierung Frederiksen II inne.
Jørgensen machte mit dem Beschluss, Dänemarks territoriale Emissionen bis 2030 um 70 % im Vergleich zu 1990 zu reduzieren, der Entscheidung, die Öl- und Gasexploration nach 2050 zu stoppen und den Energieinseln in der Nordsee internationale Schlagzeilen. Außerdem vereinbarte Dänemark 2020 mit Deutschland eine engere Zusammenarbeit bei der Entwicklung von Offshore-Windkraft durch Cluster in der Nord- und Ostsee, um erneuerbare Energien und die Wasserstoffproduktion voranzutreiben. Die Amtszeit von Jørgensen im Jahr 2020 wurde von grünen Nichtregierungsorganisationen jedoch überwiegend negativ bewertet.
Die Regierung hat ihre Klimastrategie als „Hockeyschläger“-Modell beschrieben, was bedeutet, dass sie plant, neue Technologien und sinkende Kosten abzuwarten und so die meisten Reduktionen erst am Ende des Jahrzehnts zu erreichen – diese Strategie wurde von anderen politischen Parteien als „Bjørn Lomborg“-Traum bezeichnet.
Trotz Plädoyers des UNFCCC, des Internationalen Währungsfonds, der Weltbank, der dänischen Wirtschaftsräte und des dänischen Rats für Klimawandel, verschob Jørgensen die Einführung eines höheren Kohlenstoffpreises, obwohl Dänemark mit der Einführung 1992 ein Vorreiter war. Der Widerstand gegen höhere Kohlenstoffsteuern wurde von Verbänden, die die wichtigsten emittierenden Sektoren repräsentieren, wie dem Verband der dänischen Industrie und dem dänischen Rat für Landwirtschaft und Ernährung, positiv aufgenommen.

### EU-Kommissar (seit 2024)
Am 1. Dezember 2024 wurde Jørgensen zum Kommissar für Energie und Wohnen in der Kommission von der Leyen II ernannt.

## Veröffentlichungen
- Eurovisioner – Essays om fremtidens Europa (Copenhagen, Informations Forlag 2006)
- EU needs to take action' in 'Caution Dangerous chemicals – Obsolete Pesticides (Union for Europe of the Nations, Belgium 2007)
- Mellem Mars og Venus' in 'Fra fællesmarked til fællesskab? (The European Communities, Belgium 2007)
- Grøn Globalisering – miljøpolitik i forandring (Hovedland 2007)
- Politikere med begge ben på jorden hænger ikke på træerne (Informations Forlag, 2009)
- Grønt håb – Klimapolitik 2.0 (Forlaget Sohn, 2010).